# Elecciones municipales de Chile de 1921
Las elecciones municipales de 1921 fueron efectuadas el 10 de abril. Los principales partidos políticos que participaron de estos comicios fueron el Partido Radical, Partido Conservador, Partido Liberal, Partido Nacional, Partido Liberal Democrático y Partido Democrático. En contraposición se encontraban los movimientos nacientes de izquierda marxista se agruparon en torno al Partido Obrero Socialista, liderado por Luis Emilio Recabarren. 

## Alcaldías 1921-1925

### Listado de alcaldes electos
Listado de alcaldes elegidos en las principales ciudades del país.
| Municipio | Municipio    | Alcalde electo                                   |
| --------- | ------------ | ------------------------------------------------ |
|           | Iquique      | Pedro Portillo Toledo Partido Obrero Socialista  |
|           | Antofagasta  | Maximiliano Poblete Cortés Partido Radical       |
|           | Calama       | Vicente Díaz Negrete Partido Liberal Democrático |
|           | Coquimbo     | Ramón Segundo Zepeda Partido Radical             |
|           | Viña del Mar | Carlos Jara Torres Partido Radical               |
|           | Santiago     | Luis Cariola Partido Radical                     |
|           | Providencia  | Ricardo Lyon Partido Conservador                 |
|           | Rancagua     | Manuel Rubio Ausset Partido Liberal Democrático  |
|           | Talca        | Andrés Vaccaro Partido Conservador               |
|           | Concepción   | Zenón Urrutia Manzano Partido Radical            |
|           | Temuco       | Juan Cabezas Foster Partido Demócrata            |
|           | Valdivia     | Adolfo Oettinger Stegmaier Partido Radical       |
|           | Puerto Montt | Guillermo Gallardo Tellez Partido Radical        |